# عمان في الألعاب البارالمبية الصيفية 1992

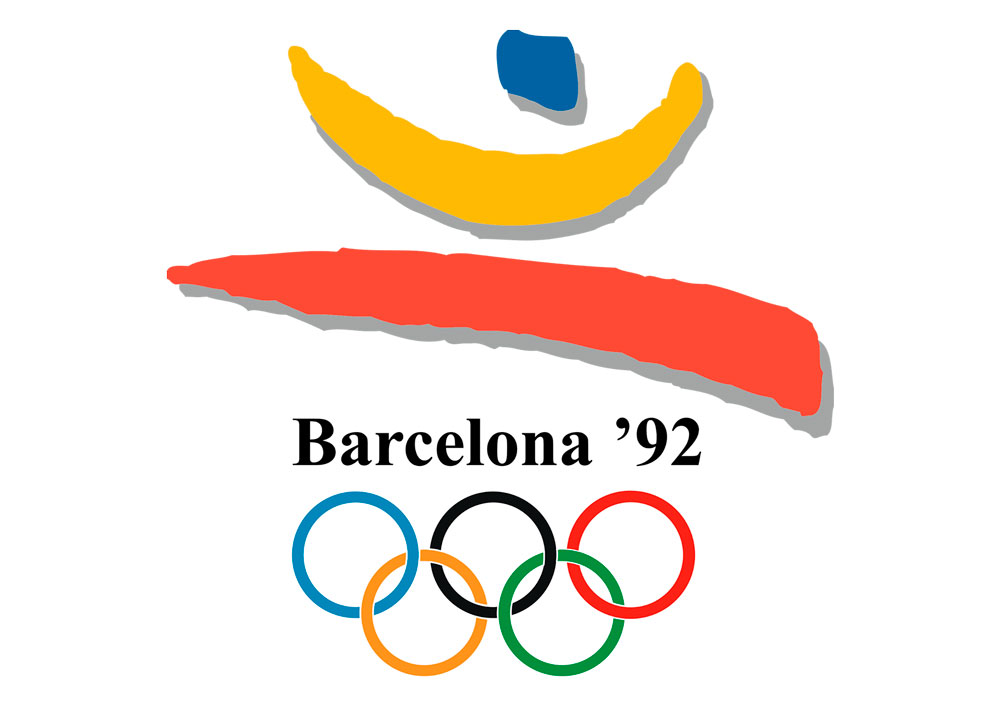

عمان في الألعاب البارالمبية الصيفية 1992- شاركت سلطنة عُمان في دورة الألعاب البارالمبية الصيفية عام 1992م، والتي أقيمت في برشلونة بإسبانيا . وعمان شاركت بــ 4 متسابقين (من الرجال)، لم يحصل أي منهم على أي ميداليات، وبالتالي لم يحصلوا على ترتيب في جدول الميداليات.
ويذكر أن سلطنة عمان شاركت في الألعاب البارالمبية الصيفية للمرة الأولي في دورة سول بكوريا الجنوبية عام 1988م، ومثلها في ذلك الوقت (9) من الرياضيين، ولم يحصل أي منهم على أية ميدالية. ويشار أيضًا إلى أن سلطنة عمان شاركت في جميع نسخ الألعاب البارالمبية الصيفية بداية من سول 1988 وحتى باريس 2024م(سول 1988- برشلونة 1992- أتالانتا 1996- سيدني 2000- أثينا 2004- بكين 2008- لندن 2012- ريو دي جانيرو 2016- طوكيو 2020- باريس 2024.....) ، ولم تشارك إطلاقًا في الألعاب البارالمبية الشتوية، ورصيدها من مشاركاتها في دورات الالعاب الصيفية هو عبارة عن ميدالية برونزية واحدة ، والتي حصلت عليها عمان في دورة الألعاب البارالمبية الصيفية طوكيو 2020م، وذلك من خلال لاعبها محمد المشايخي في منافسات رمي الجلة للرجال فئة T46، وجاء ترتيب عمان وقتها في المرتبة (78).

## روابط خارجية
- قاعدة بيانات اللجنة البارالمبية الدولية.(بالإنجليزية)
- عمان على موقع اللجنة البارالمبية الدولية (بالإنجليزية)